# Odontonema rubrum
Odontonema rubrum är en akantusväxtart som först beskrevs av Vahl, och fick sitt nu gällande namn av Carl Ernst Otto Kuntze. Odontonema rubrum ingår i släktet Odontonema och familjen akantusväxter. Inga underarter finns listade i Catalogue of Life.